# مجلس النقابات الإقليمية لجنوب آسيا
مجلس النقابات الإقليمية لجنوب آسيا (بالإنجليزية: South Asian Regional Trade Union Council، واختصارًا: SARTUC) هو اتحاد للمراكز النقابية الوطنية التي يغطي نطاقها الجغرافي منطقة جنوب آسيا. مهمة المجلس هي تعزيز حقوق العمال داخل الدول الأعضاء.

## تاريخ
تم تشكيل المجلس النقابي الإقليمي لجنوب آسيا في يناير 1988 من قبل بعض الفروع التابعة للاتحاد الدولي لنقابات العمال الحرة (الآن الاتحاد الدولي للنقابات العمالية) في البلدان التي تنتمي إلى رابطة جنوب آسيا للتعاون الاقليمي وهي: أفغانستان وبنغلاديش وبوتان والهند وجزر المالديف ونيبال وباكستان وسريلانكا. كان المركز النقابي الهندي ، المؤتمر النقابي الوطني الهندي وهند مازدور سابها، من الأعضاء المؤسسين للمجلس.
نصر الإسلام خان (رئيس اتحاد عمال المعادن في بنغلاديش آنذاك) كان أمينًا عامًا للمجلس في عام 2003.